# Thainara Faria
Thainara Karoline Faria (Araraquara, 7 de dezembro de 1994) é uma advogada e política brasileira, filiada ao Partido dos Trabalhadores (PT). Nas eleições de 2022, foi eleita deputada estadual de São Paulo.

## Biografia

### Formação acadêmica e primeiros anos
Nascida em família humilde, em Araraquara, formou-se em Direito na Universidade de Araraquara (UNIARA) após conseguir acessar o Programa Universidade para Todos (ProUni).

## Trajetória política
Filiada ao Partido dos Trabalhadores (PT), em 2016, foi eleita para o cargo de vereadora no município de Araraquara, no interior do estado de São Paulo após ser eleita com 1.572 votos.
No ano de 2020, foi reeleita ao cargo ao receber 1.838 votos, tornando-se a candidata mais votada no pleito.
Em 2022, disputou uma cadeira na Assembleia Legislativa do Estado de São Paulo (Alesp), quando foi eleita após angariar 91.388 votos.

## Desempenho eleitoral
| Ano  | Eleição                 | Partido | Cargo             | Votos  | %     | Resultado | Ref    |
| ---- | ----------------------- | ------- | ----------------- | ------ | ----- | --------- | ------ |
| 2016 | Municipal de Araraquara | PT      | Vereadora         | 1.572  | 1,62% | Eleita    | [ 10 ] |
| 2020 | Municipal de Araraquara | PT      | Vereadora         | 1.838  | 1,76% | Eleita    | [ 11 ] |
| 2022 | Estaduais em São Paulo  | PT      | Deputada Estadual | 91.388 | 0,39% | Eleita    | [ 12 ] |